# Dance, Dance, Dance
Dance, Dance, Dance è un singolo del gruppo rock statunitense The Beach Boys, pubblicato nel 1964 ed estratto dall'album The Beach Boys Today!.
Il brano è stato scritto da Brian Wilson. Carl Wilson e Mike Love.

## Tracce
- 7"

1. Dance, Dance, Dance - 1:59
2. The Warmth of the Sun - 2:51

## Formazione
The Beach Boys
- Al Jardine – cori e armonie vocali; chitarra ritmica
- Mike Love – voce, cori e armonie vocali
- Brian Wilson – voce, cori e armonie vocali; basso
- Carl Wilson – cori e armonie vocali; chitarra a 12 corde
- Dennis Wilson –  cori e armonie vocali; batteria

Musicisti aggiuntivi
- Hal Blaine – campanelle, triangolo, tamburello, nacchere
- Glen Campbell – chitarra
- Steve Douglas – sax tenore
- Carl Fortina – fisarmonica
- Jay Migliori – sax baritono
- Ray Pohlman – basso a 6 corde